# Galeodea echinophora
Espèce
Galeodea echinophora ou Casque épineux est une espèce de mollusques gastéropodes appartenant à la famille des Cassidae. Ce coquillage est très commun dans la région lusitanienne au point qu'on le trouve sur les étals des poissonniers du Portugal.

## Description
- Répartition : Méditerranée et Atlantique.
- Longueur : de 6 à 10 cm de haut.

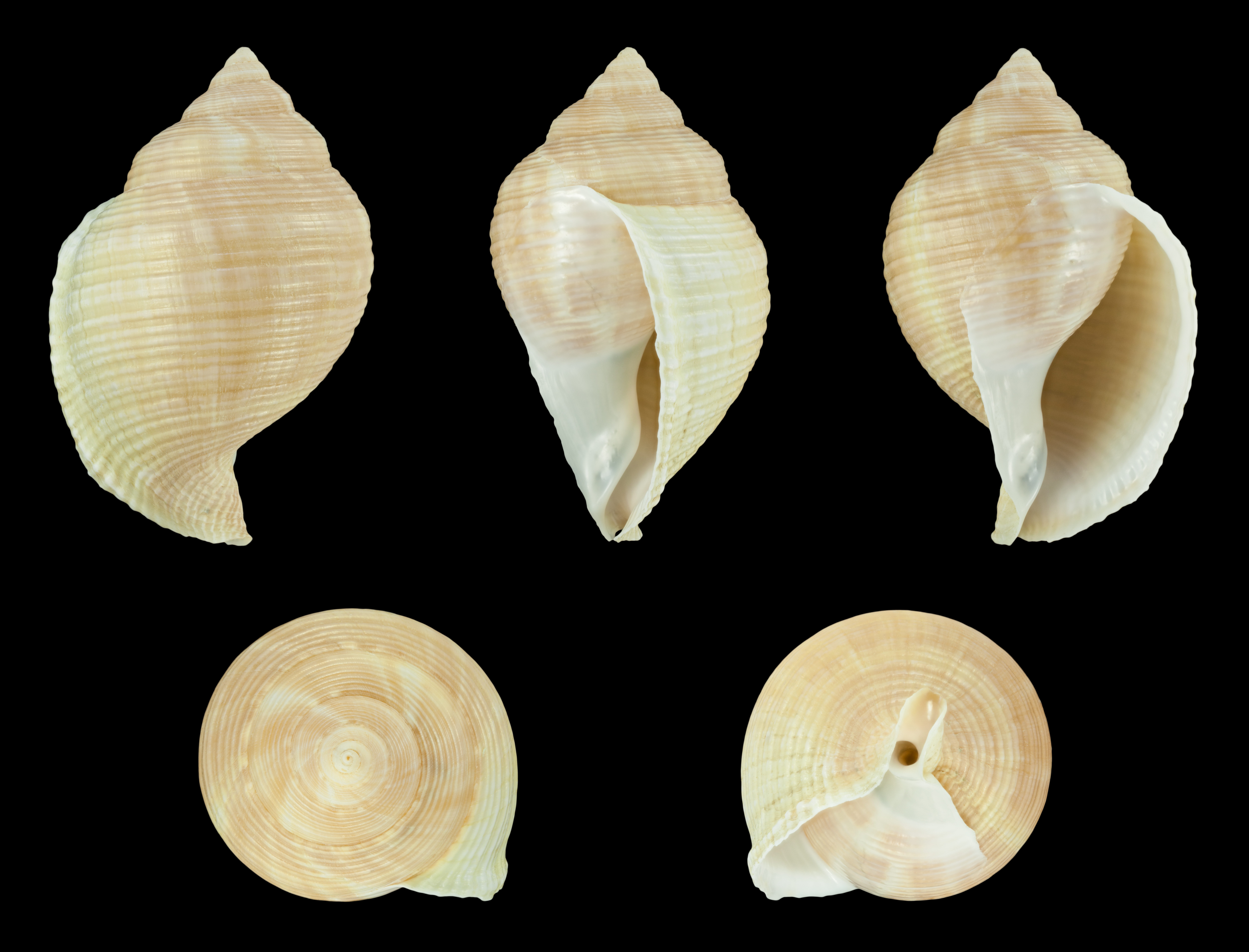
var. adriatica

Ce coquillage est parcouru de grosses spires munies de nodules.

## Source
- Arianna Fulvo et Roberto Nistri (2005). 350 coquillages du monde entier. Delachaux et Niestlé (Paris) : 256 p.  (ISBN 2-603-01374-2)
- Giorgio Gabbi avec illustrations de Monica Falcone, Coquillages : étonnants habitants des mers , Éditions White Star, 2008, 168 p.  (ISBN 978-88-6112-131-7),  Coquillages du monde : Galeodea echinophora - Casque épineux page 136